# فيروستال
فيروستال (بالألمانية: Ferrostaal) هي شركة خدمات صناعية مملوكة في ألمانيا. لديها 4400 موظف وتبلغ مبيعاتها السنوية حوالي 1.6 مليار يورو (2008)، ولها وجود في السوق في حوالي 40 دولة. تتركز أنشطة الشركة في مجالين: المشاريع (البتروكيماويات، المصانع، الطاقة الشمسية والطاقة) والخدمات (المعدات، الأنابيب، السيارات). في عام 2009، استحوذت شركة مبادلة للاستثمار (IPIC) في أبو ظبي على 70٪ من أسهم فيروستال من شركة مان في ميونيخ. بسبب الاستحواذ على غالبية الأسهم، دخلت الشركة في السجل التجاري باسم فيروستال، مما يدل على انفصالها عن مجموعة مان.